# Světové atletické finále 2004
Světové atletické finále 2004 - lehkoatletický závod, který se odehrál na stadiónu Stade Louis II. v Monaku mezi 18. a 19. září 2004. Byl to závod, který se odehrál vždy na zakončení lehkoatletické sezóny.
Jedna disciplína (hod kladivem) se nekonala v Monaku. Závody mužů i žen se konaly o týden dříve v maďarském Szombathely.

## Výsledky

### Muži
| Disciplína      | 1. místo               | 2. místo            | 3. místo            |
| Běh na 100 m    | Asafa Powell           | Francis Obikwelu    | Abdul Aziz Zakari   |
| 110 m překážek  | Allen Johnson          | Maurice Wignall     | Staņislavs Olijars  |
| Běh na 200 m    | Asafa Powell           | Frankie Fredericks  | Stéphan Buckland    |
| Běh na 400 m    | Michael Blackwood      | Derrick Brew        | Otis Harris         |
| 400 m překážek  | Bershawn Jackson       | James Carter        | Kemel Thompson      |
| Běh na 800 m    | Yusuf Saad Kamel       | Joseph Mutua        | Bram Som            |
| Běh na 1500 m   | Ivan Heško             | Alex Kipchirchir    | Laban Rotich        |
| Běh na 3000 m   | Eliud Kipchoge         | James Kwalia        | Mulugeta Wendimu    |
| 3000 m překážek | Sajf Saíd Šáhín        | Ezekiel Kemboi      | Paul Kipsiele Koech |
| Běh na 5000 m   | Sileši Sihine          | Dejene Berhanu      | Augustine Choge     |
| Skok daleký     | Ignisious Gaisah       | Dwight Phillips     | John Moffitt        |
| Trojskok        | Christian Olsson       | Danił Burkienia     | Kenta Bell          |
| Skok vysoký     | Stefan Holm            | Jaroslav Rybakov    | Mark Boswell        |
| Skok o tyči     | Timothy Mack           | Toby Stevenson      | Derek Miles         |
| Vrh koulí       | Joachim Olsen          | Adam Nelson         | Manuel Martínez     |
| Hod diskem      | Mario Pestano          | Zoltán Kővágó       | Aleksander Tammert  |
| Hod oštěpem     | Breaux Greer           | Andreas Thorkildsen | Jan Železný         |
| Hod kladivem    | Olli-Pekka Karjalainen | Ivan Tichon         | Krisztián Pars      |

### Ženy
| Disciplína     | 1. místo                    | 2. místo                | 3. místo              |
| Běh na 100 m   | Veronica Campbellová        | Aleen Baileyová         | Lauryn Williamsová    |
| 100 m překážek | Joanna Hayesová             | Jenny Adams             | Lacena Golding-Clarke |
| Běh na 200 m   | Veronica Campbellová        | Debbie Fergusonová      | Aleen Baileyová       |
| Běh na 400 m   | Ana Guevaraová              | Monique Hennagan        | DeeDee Trotter        |
| 400 m překážek | Sandra Glover               | Tetiana Tereszczuk      | Brenda Taylor         |
| Běh na 800 m   | Hasna Benhassi              | Jearl Milesová Clarková | Mina Aït Hammou       |
| Běh na 1500 m  | Kelly Holmesová             | Tatiana Tomaszowa       | Jelena Zadorožná      |
| Běh na 3000 m  | Meseret Defarová            | Jelena Zadorožná        | Lidia Chojecká        |
| Běh na 5000 m  | Elvan Abeylegesseová        | Isabella Ochichiová     | Ejegayehu Dibabaová   |
| Skok daleký    | Irina Simaginová            | Taťjana Lebeděvová      | Taťjana Kotovová      |
| Trojskok       | Françoise Mbangová Etoneová | Taťjana Lebeděvová      | Yamilé Aldamaová      |
| Skok vysoký    | Jelena Slesarenková         | Viktorija Sťopinová     | Irina Michalčenková   |
| Skok o tyči    | Jelena Isinbajevová         | Taťána Polnovová        | Anna Rogowská         |
| Vrh koulí      | Nadzeja Astapčuková         | Krystyna Zabawska       | Lieja Tunks           |
| Hod diskem     | Věra Cechlová-Pospíšilová   | Natalia Sadowa          | Iryna Jatczanka       |
| Hod oštěpem    | Osleidys Menéndezová        | Nikola Brejchová        | Steffi Neriusová      |
| Hod kladivem   | Olga Kuzenkovová            | Wolga Candar            | Manuela Montebrunová  |